# Витали, Джузеппе
Джузе́ппе Вита́ли (итал. Giuseppe Vitali, 26 августа 1875, Равенна — 29 февраля 1932, Болонья) — итальянский математик, известный своими работами в области математического анализа. Член-корреспондент Туринской академии наук (1928), национальной академии деи Линчеи (1930) и Болонской академии наук (1931).

## Биография и научная деятельность
Учился сначала в Болонском, затем в Пизанском университете, который окончил в 1899 году. Некоторое время работал в Пизе преподавателем и ассистентом Улисса Дини, затем сменил множество мест работы (школьный учитель, муниципальный чиновник, советник социалистической партии и др.).
В 1923 году вернулся к математике и стал сначала профессором Моденского университета, в периода 1924—1929 годов он профессор Падуанского университета, с 1930 по 1932 годы — профессор Болонского университета. С 1926 года тяжело болел, но продолжал активно работать. Его главный (незаконченный) труд, «Современная теория вещественных функций» (итал. Moderna teoria delle funzoni d variabile reale) был завершён и опубликован посмертно, в 1935 году.
Фундаментальное значение имеют несколько опубликованных Витали понятий и теорем, вошедших в учебники математического анализа:
- Первый конкретный пример неизмеримого по Лебегу множества вещественных чисел (множество Витали).
- Понятие абсолютно непрерывной функции.
- Лемма Витали о покрытиях.
- Теорема Витали о сходимости[англ.].
- Теорема Витали — Каратеодори[англ.]
- Теорема Витали — Хана — Сакса[англ.].

Предложил также многомерный вариант понятия вариации функции.
Имя Витали присвоено факультету чистой и прикладной математики Моденского университета и факультету математики Болонского университета.

## Труды
Сборник трудов Витали:
- Giuseppe Vitali. Opere sull'analisi reale e complessa, Cremonese, 1984.